# Arcana Heart (jeu vidéo)
Arcana Heart (アルカナハート, Arukana Hāto) est un jeu vidéo de combat développé par Examu et édité par Yuki Enterprise, sorti en 2006 sur système d'arcade. Il a ensuite été porté sur PlayStation 2. Une version améliorée nommée Arcana Heart FULL! est sortie en 2007 sur système d'arcade.
Il est le premier épisode de la série Arcana Heart.

## Système de jeu
Le système de combat se compose de 4 boutons: coup faible, coup moyen, coup fort et attaque spéciale. Les combats se déroulent donc en deux manches, où il faudra vider la jauge de vie de l'adversaire. Il est possible d'effectuer divers combos, grâce aux boutons mis à disposition et aux commandes de direction.
Chaque joueur dispose d'une barre de "SUPER" segmenté en 9 niveaux. Elle se remplit au fur-et-à mesure des coups portés. Elle permet de déclencher des coups spéciaux appelés "Arcana Force" et "Super Attaques". 
Plusieurs modes de jeu sont disponibles:
- Le mode Arcade, où il faudra défaire les adversaires tout en suivant la narration;
- Le mode Versus, qui permet d'affronter un autre joueur;
- Le mode Entraînement, qui permet de s’exercer;
- Le mode Galerie, où il est possible d'accéder à des illustrations et des animations.

## Scénario
Le monde élémentaire et le monde des humains, qui dans des temps anciens ne formaient qu'un, sont deux espaces dans lesquels vivent respectivement les Arcana et les Humains. Le Ministère des Affaires Élémentaires veille à ce que ces deux mondes ne se rejoignent jamais, afin de préserver l'humanité.
Cependant, une faille dimensionnelle commence à se former au-dessus de Tokyo. Tous les espoirs de l'humanité reposent maintenant sur les Maiden, des jeunes filles capables de communiquer avec les Arcana.

## Versions
En 2007 sort Arcana Heart FULL!, une version plus équilibrée que celle de base. 78 000¥ étaient demandés par Examu afin de mettre à jour le système d'arcade, ce qui a fait polémique, les  correctifs étant habituellement proposées gratuitement pour des jeux similaires.
La version PlayStation 2, sortie la même année, propose aux joueurs de choisir entre les personnages de Arcana Heart ou ceux de Arcana Heart FULL!. La différence se fait au niveau de leur équilibrage.

## Accueil
- IGN: 8,3/10[2]
- 1UP.com: B+[3]